# سد ابشار البرت

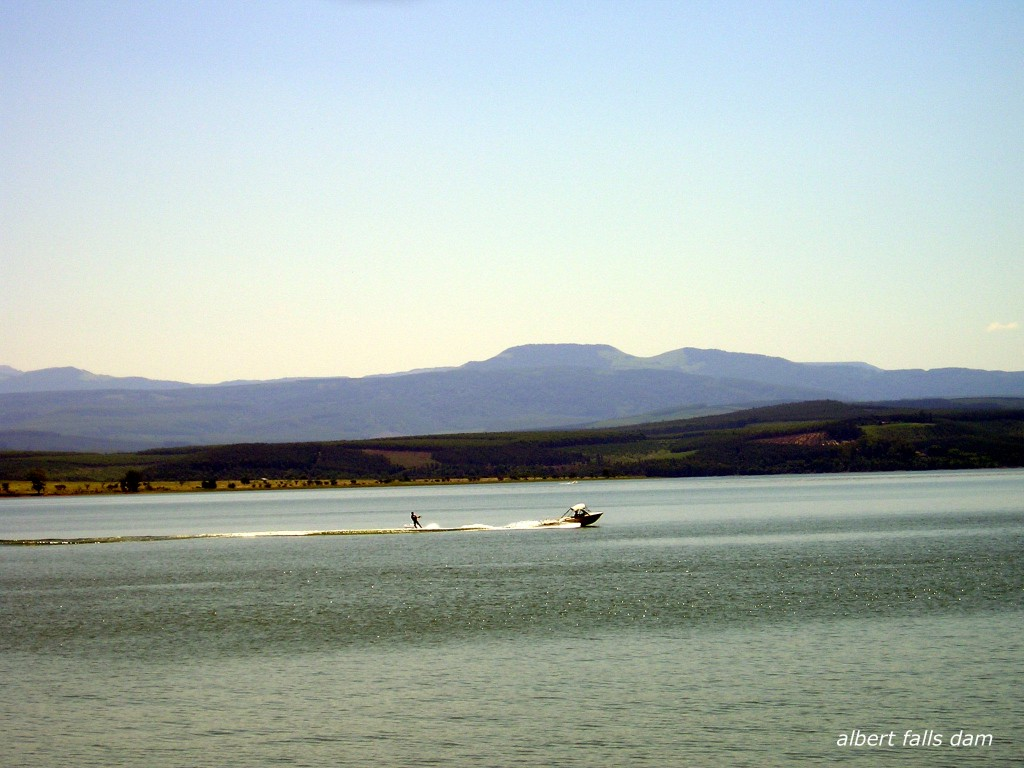
انجام ورزش های ابی در سد ابشار البرت

سد آبشار البرت (به لاتین: Albert Falls Dam) یک سد در آفریقای جنوبی است که در Near Pietermaritzburg, KwaZulu-Natal واقع شده‌است.